# Боевая ленточка
Боевая ленточка (англ. Combat Action Ribbon) — военная награда для служащих в Военно-морском министерстве США и Береговой охране США. Награда присуждается любому служащему в должности не выше капитана ВМС США или Береговой охраны США (или не выше полковника Корпуса морской пехоты), которые принимали активное участие в боевых действиях на суше.
Размер планки — ширина 9.5 мм, длина 35 мм.
Планка для служащих береговой охраны была создана 16 июля 2008 года.